# 海龜科
海龜科（學名：Cheloniidae）又名蠵龜科，是龜鱉目下海龜總科下的一個科，共五屬六種現存物種。它們的共同特徵是，有一個扁平的流線型寬而圓的殼，前肢幾乎像槳一樣的鰭。這一科的六種海龜分別有：綠蠵龜、赤蠵龜、欖蠵龜、玳瑁、平背龜和肯氏龜。

## 形态
與生活在陸地上的烏龜相比，海龜沒有將頭部縮回殼內的能力。海龜的胸骨是其下面的骨板，與其他龜類相比，海龜的胸骨更小，由胸骨板和腹骨板之間沒有鉸鏈的韌帶連接到龜殼的頂部。七種海龜的大小從71厘米到213厘米不等;例如最小的龜科海龜品種坎普氏雷氏龜的殼只有大約75厘米和50公斤重。但是所有的物種都有一個獨特的堅硬的外殼。

## 分類

### 現存物種
- 蠵龜屬 Caretta
  - 赤蠵龜 Caretta caretta[1]
- 麗龜屬 Lepidochelys
  - 肯氏龜 Lepidochelys kempii[1]
  - 麗龜 Lepidochelys olivacea[1]
- 海龜屬 Chelonia
  - 綠蠵龜 Chelonia mydas[1]
- 玳瑁属 Eretmochelys
  - 玳瑁 Eretmochelys imbricata[1]
- 平背龜屬 Natator
  - 平背龜 Natator depressus[1]

### 已滅絕物種
- †泥海龜屬
  - †Argillochelys africana
  - †Argillochelys antiqua
  - †Argillochelys athersuchi
  - †Argillochelys cuneiceps
- †Carolinochelys
  - †Carolinochelys wilsoni
- †巨型龜屬
  - †撒氏巨型龜 Gigantatypus salahi
- †Procolpochelys
  - †Procolpochelys grandaeva

### 其他
一些舊有的亞科如 Cheloniinae 及 Carettinae 已過時。